# 줄루족
줄루인(영어: Zulu)은 아프리카 원주민의 하나로 주로 남아프리카 공화국에 살고 있는 민족이다. 또한 짐바브웨, 잠비아에 살기도 한다. 이들의 언어인 줄루어는 반투어군이다; 더 명확하게, 응구니 하위집단의 일부이며, 줄루계는 19세기와 20세기 동안 남아프리카의 역사에서 중요한 역할을 수행했다. 아파르트헤이트 하에, 줄루 인은 삼등 시민으로서 분류되었고 정부 인가 차별로부터 고통을 겪었다. 이들은 남아프리카에서 오늘날 가장 다수의 인종으로 남아있으며 모든 다른 시민들과 함께 현재 평등한 권리를 갖고 있다. 2001년을 기준으로 10,659,309명의 주민이 거주하고 있다.

## 기원
줄루 민족은 오늘날 북 크와줄루-나탈 주에 있는 주요한 일족이었으며, 1709년경 줄루 칸톰벨라에 의해 창립되었다. 응구니 언어에 있어, iZulu/iliZulu/liTulu는 천국, 혹은 하늘을 뜻한다. 그 당시에, 그곳은 많은 큰 응구니 사회와 씨족들에 의해 점령당한 상태였다 (또한 isizwe=국가, 사람들 혹은 isibongo=씨족으로 부름) 응구니 사회는 수천 년 이상 아프리카의 동해안 아래로 이주해왔다. 대략 서기 9세기에 반투족 이동의 일부로서 현재 남아프리카에 도착했다.

## 역사

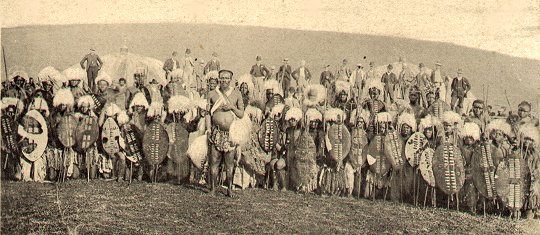
줄루족 전사들, 19세기 후반
(뒤쪽 배경은 유럽인들)

줄루인은 지도자 샤카 줄루의 아래에 1816년 강력한 상태를 형성했다. 샤카는 전의 모든 줄루 족장들처럼 줄루족을 지배하는 큰 권력을 얻었다.
1879년 줄루인의 왕 케츠와요가 영국군에 대항해 줄루 전쟁을 일으켜 이산들와나 전투에서 승리를 거두기도 했으나 결국 패배하여 줄루 왕국은 해체당하고 분열된다.

## 언어
현재 남아프리카의 공용어는 줄루어이다.

## 경제
줄루인의 경제는 가축과 농업에 기반을 둔다.

## 의복
줄루인 여성은 그들의 몸을 덮는 옷을 입는다. 그들은 짚과 구슬로 장식한 넓은 모자인 이시크홀로 (영어:isicholo)를 쓴다. 그들은 또한 손으로 쇠가죽을 부드럽게 한 주름진 스커트인 이시드와바 (영어:isidwaba)를 입는다.
== 종교와 믿음 == 없음

## 시특
- 제이컵 주마 - 남아공 전 대통령

## 거주 국가
- 남아프리카 공화국
- 모잠비크
- 잠비아
- 짐바브웨

## 같이 보기
- 민족
  - 반투족
    - 응구니인
    - 줄루인
- 사건
  - 전쟁
    - 줄루 전쟁
- 인물
  - 샤카 줄루
  - 케취와요 캄판데
- 지역
  - 콰줄루나탈 주
- 천체
  - 소행성
    - 1922 줄루 (1922 Zulu) - 줄루인을 따서 명명된 소행성

줄루족
- 줄루어
- 줄루 신화